# بربر موسيقى
قناة بربر موسيقى هي القناة التلفزيونية الموسيقية الأولى التي تقدم نظرة شاملة عن الموسيقى البربرية الأمازيغية من كلاسيكيات سنوات 50، و60 وحتى أحدث وأشهر الموسيقى. ويخصص مساحة كبيرة للموسيقى العالمية والمسرح الفرنسي الجديد، بغض النظر عن الترفيه، سول، روك، راب و R&B..). تتخللها برامج موسيقية مع فنانين جدد...